# Zea luxurians
Zea luxurians är en gräsart som först beskrevs av Michel Charles Durieu de Maisonneuve och Paul Friedrich August Ascherson, och fick sitt nu gällande namn av R.M.Bird. Zea luxurians ingår i släktet teosinter, och familjen gräs. Inga underarter finns listade i Catalogue of Life.